# La Iglesuela del Cid

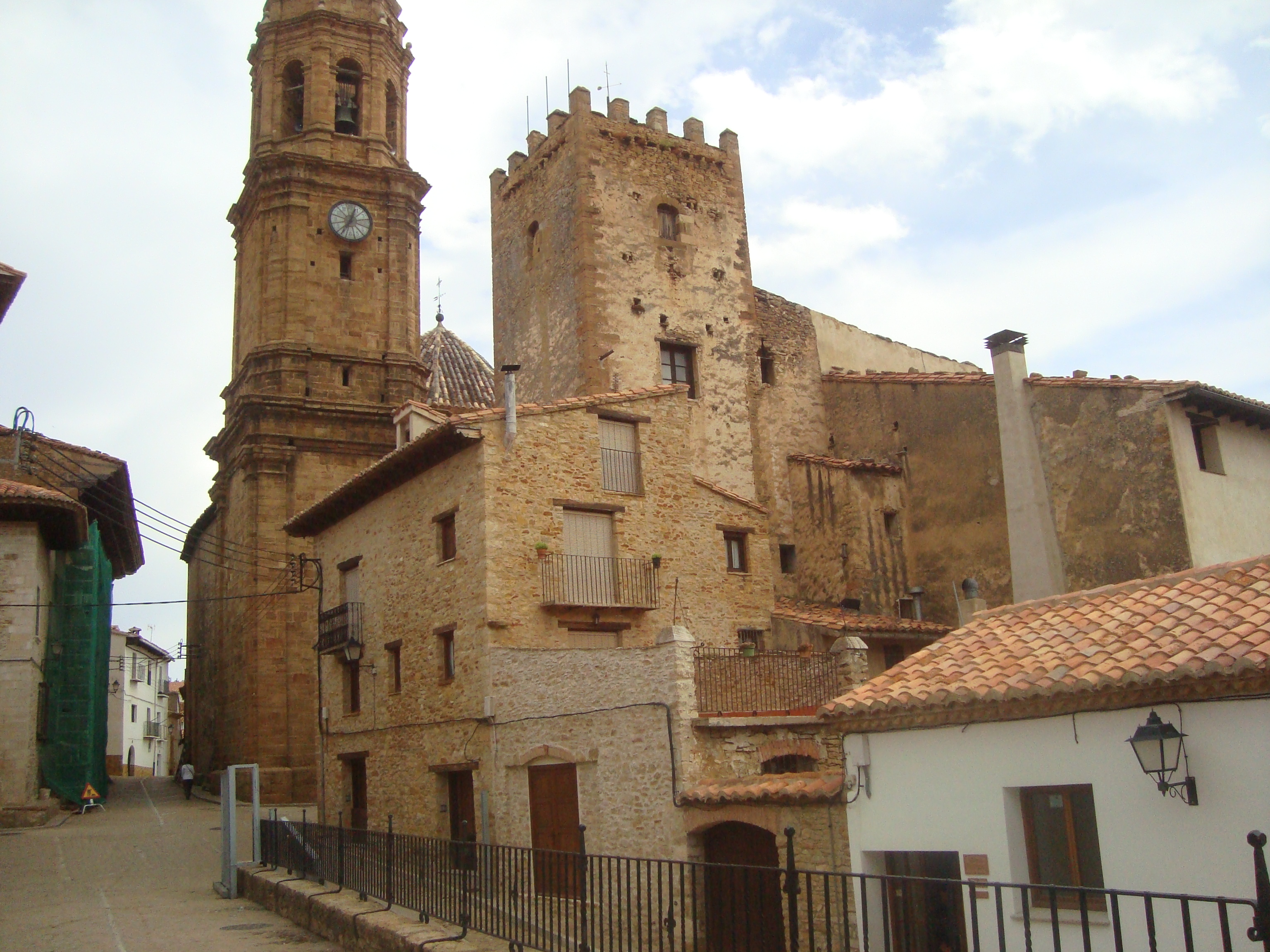
La Iglesuela del Cid (Teruel)

La Iglesuela del Cid est une commune d’Espagne, dans la Comarque du Maestrazgo, province de Teruel, communauté autonome d'Aragon.

## Les Templiers et les Hospitaliers
La Iglesuela del Cid, Villarluengo et La Cañada de Benatanduz furent trois seigneuries appartenant à la commanderie de Cantavieja (an) et à qui les Templiers accordèrent des chartes de peuplement
.